# 도산로 (대전)
도산로(道山路)는 대전광역시 서구 남선공원네거리에서 시작하여 서구 도마동 도마네거리까지 이어지는 도로이다. 과거에는 가장로(佳狀路)라는 이름이었다.

## 경유지
남선공원네거리 - 용문역 - 가장네거리 - 변동오거리 - 변동네거리 - 향우네거리 - 농도원네거리 - 도마네거리

## 도로정보
- 길이 : 4.4km
- 너비 : 전 구간 왕복 6차로, 가장동 래미안아파트와 블루밍 맑은아침아파트 부근 남쪽방향만 편도 4차로(왕복 7차로)